# Chvrches

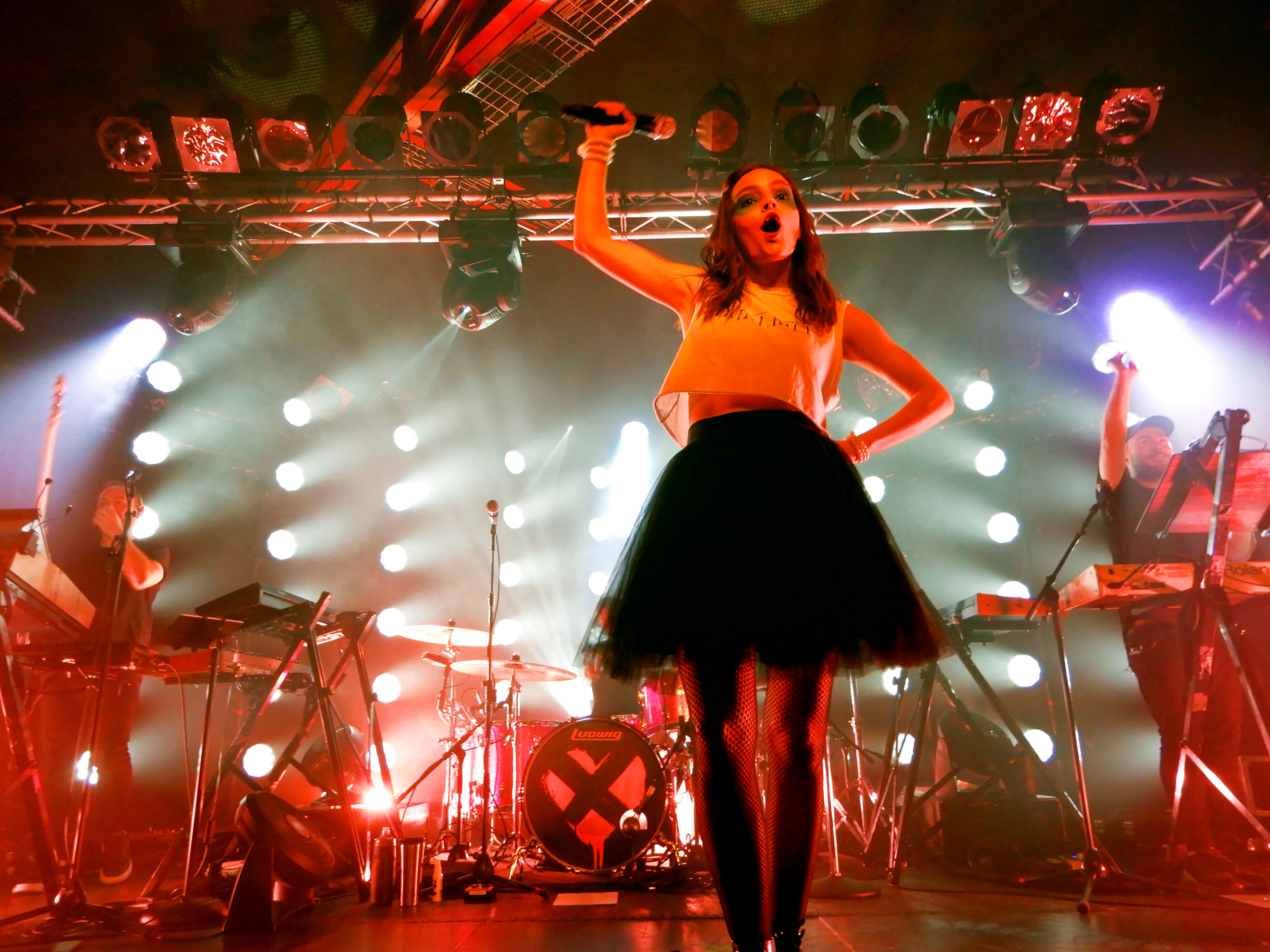
Chvrches au Den Atelier, Luxembourg fin 2018

Chvrches (en anglais : [ˈt͡ʃɜː(ɹ).t͡ʃəz] « églises »), stylisé CHVRCHΞS, est un groupe de synthpop britannique, originaire de Glasgow en Écosse. Formé en 2011, il se compose de Lauren Mayberry (chant, synthétiseurs, et échantillonneurs), Iain Cook (synthétiseurs, guitare, basse, chant), et Martin Doherty (synthétiseurs, samplers, chant).
Chvrches a sorti quatre albums : The Bones of What You Believe (2013), Every Open Eye (2015), Love Is Dead (2018) et Screen Violence (2021). 

## Historique

### Débuts (2011-2012)
Iain Cook est un ancien membre des groupes Aereogramme et The Unwinding Hours. Il compose également de la musique pour le cinéma et la télévision. Martin Doherty, quant à lui, accompagnait sur scène le groupe The Twilight Sad. Tous les deux se connaissent depuis leurs études à l'université de Strathclyde à Glasgow,.
Lauren Mayberry est diplômée en droit et en journalisme. Elle a travaillé en travailleur indépendant pendant trois ans, écrivant des articles pour des magazines et journaux écossais. Musicienne, elle joue du piano depuis l'enfance et de la batterie depuis l'adolescence. De 15 à  22 ans, elle jouait de la batterie dans divers groupes. Elle fut membre du groupe Boyfriend/Girlfriend, qui ne s'est jamais produit en dehors de Glasgow, puis de Blue Sky Archives où elle était chanteuse, batteuse et claviériste.
En 2011, Iain Cook est en train de monter un nouveau projet avec Martin Doherty, et comme il venait de produire un EP pour Blue Sky Archives, il a demandé à Lauren Mayberry si elle était d'accord pour chanter sur quelques démos. Devant le résultat très satisfaisant, les trois musiciens décident de continuer à travailler ensemble, et pendant sept ou huit mois ils écrivent et composent dans un studio en sous-sol à Glasgow. Ils choisissent le nom Chvrches, en utilisant un « v » romain afin d'éviter toute confusion avec le mot « churches » (qui signifie « églises » en anglais) et ainsi de faciliter les recherches sur Internet. Le groupe déclare que ce nom « n'a pas de connotation religieuse, [ils] pensaient simplement que ça sonnait cool ».
Le 11 mai 2012, Chvrches sort la chanson Lies, disponible exclusivement en téléchargement gratuit sur le blog du label Neon Gold. Elle est plébiscitée par les auditeurs et attire l'attention du journal britannique The Guardian qui, en juin 2012, fait au groupe l'honneur de sa rubrique « New Bands of the Week ».
En juin 2012, le trio commence à se produire sur scène. Lauren Mayberry doit désormais chanter sur le devant de la scène, sans instrument derrière lequel « se réfugier ». Aussi, afin de pouvoir maîtriser son trac et de mettre au point le show, le groupe donne deux concerts secrets à Édimbourg et à Dunfermline sous le nom de Shark Week, partageant l'affiche avec d'autres formations,,. C'est en juillet 2012 que Chvrches donne son premier concert officiel à la Glasgow School of Art. Le 5 novembre 2012, le groupe sort son premier single officiel, The Mother We Share.
Lies est classé 28e sur la liste des meilleurs morceaux de l'année 2012 du magazine NME. The Mother We Share est classé 51e sur la liste du Huffington Post du Top 52 chansons de l'année 2012. Chvrches se place au cinquième rang sur la liste du BBC's Sound of 2013 des nouveaux talents les plus prometteurs de la musique.

### The Bones of What You Believe(2013–2014)
En janvier 2013, Chvrches signe avec le label indépendant Glassnote Records. 
Le 6 février 2013, le groupe sort son deuxième single Recover, qui entre dans le classement des ventes au Royaume-Uni à la 91e place. Il est suivi au mois de mars par l'EP Recover EP. Chvrches fait ses débuts à la télévision américaine le 19 juin 2013 en jouant The Mother We Share sur Late Night with Jimmy Fallon. Un nouveau single, Gun, atteint la 55e place des charts britanniques en juillet 2013. Ce même mois, Chvrches assure la première partie de Depeche Mode sur quatre concerts du Delta Machine Tour 2013. Le 20 septembre 2013 voit la sortie du premier album studio, The Bones of What You Believe, sur Virgin Records qui reçoit un excellent accueil autant critique (l'agrégateur Metacritic accorde un score total de 80 basé sur 39 avis) que commercial. Il se classe 9e au Royaume-Uni où il est certifié disque d'or. Dans la foulée, le single The Mother We Share entre enfin dans le hit parade et culmine à la 38e place,.
Le succès est aussi au rendez-vous aux États-Unis où l'album entre dans les palmarès du Billboard avec une 12e place dans le Billboard 200 et la 1re du classement des albums indépendants,
Le 30 septembre 2013, Mayberry écrit un éditorial dans The Guardian sur les remarques sexistes qui lui sont dirigées sur les médias sociaux du groupe. 
En 2014 le groupe figure sur la bande originale de deux films : Vampire Academy avec une reprise de la chanson Bela Lugosi's Dead de Bauhaus, et Hunger Games : La Révolte, partie 1 avec  un titre inédit, Dead Air. 

### Every Open EyeetLove Is Dead(2015-2019)

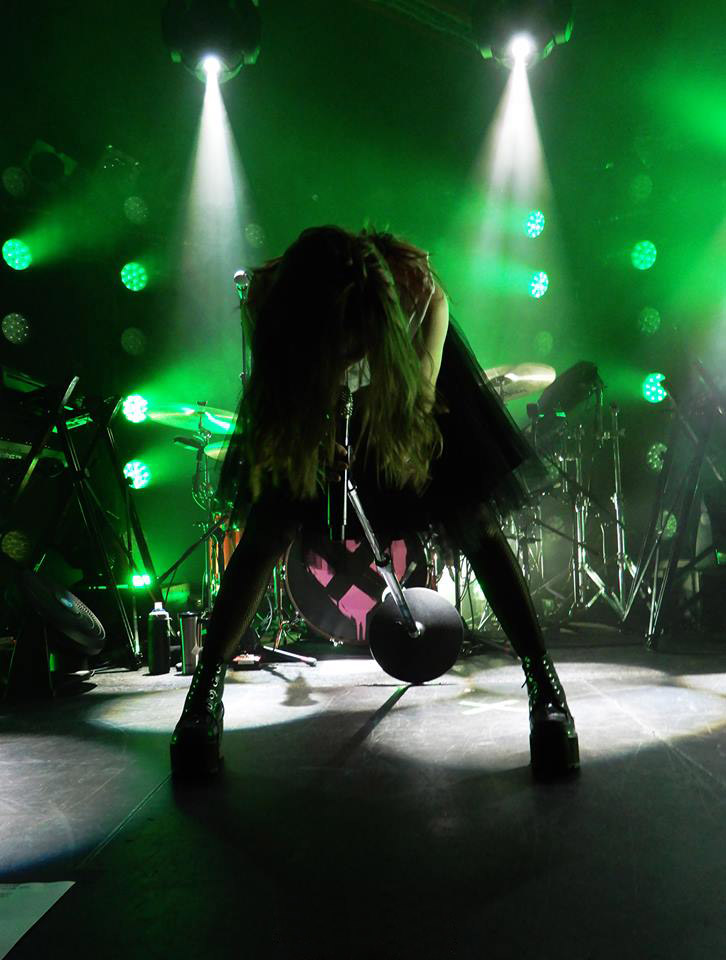
Chvrches, Luxembourg novembre 2018

En 2015 sortent les singles Leave a Trace (juillet), Never Ending Circles (août) et Clearest Blue (septembre) qui précèdent le nouvel album dont ils sont extraits. Intitulé Every Open Eye, il est commercialisé le 25 septembre 2015. Un quatrième extrait, Empty Threat, sort en octobre 2015.
Le succès commercial se confirme avec une 4e place pour Every Open Eye dans le classement des ventes d'albums au Royaume-Uni et une nouvelle certification disque d'or,. Aux États-Unis il est 8e au Billboard 200 et 1er des classements Top Alternative Albums et Top Rock Albums,,.
Pendant la tournée consécutive à la sortie de l'album, Chvrches se produit pour la première fois au Royal Albert Hall le 31 mars 2016
En mai 2016, le groupe dévoile une nouvelle chanson, Warning Call, composée pour le jeu vidéo Mirror's Edge Catalyst. En juin 2016 sort en single une nouvelle version de Bury It enregistrée avec Hayley Williams, chanteuse du groupe Paramore. La version originale apparaissant dans Every Open Eye.  
Le 25 mai 2018 sort le troisième album, Love Is Dead. Si le groupe avait produit seul les deux premiers, il s'est associé cette fois-ci à Steve Mac et Greg Kurstin. Ce dernier est également intervenu dans la composition de plusieurs morceaux.
Quatre chansons tirées de l'album ont précédé sa sortie : Get Out le 31 janvier 2018, My Enemy, interprétée avec Matt Berninger le chanteur du groupe The National, le 28 février 2018, Never Say Die le 29 mars 2018 et Miracle le 10 avril 2018.
Dans les classements des ventes Love Is Dead est 7e au Royaume-Uni, et aux États-Unis 11e dans le Billboard 200 et une nouvelle fois numéro un dans le Top Alternative Albums et le Top Rock Albums,,.
Sur scène, Chvrches joue désormais avec un batteur en la personne de Jonny Scott.
Alors qu'il est en pleine tournée, le groupe sort en août 2018 une chanson inédite, Out of My Head, réalisée en collaboration avec le groupe de musique électronique japonais Wednesday Campanella.
Un cinquième titre extrait de l'album, Graffiti, sort en single en octobre 2018. Le 16 novembre 2018 le groupe publie l'EP Hansa Session contenant cinq chansons du dernier album réenregistrées en version acoustique en compagnie d'un quatuor à cordes dans le studio Hansa à Berlin.
Une nouvelle collaboration, cette fois avec le DJ américain Marshmello est dévoilée en mars 2019 sous la forme du single Here with Me qui remporte un succès international. Chvrches se classe pour la première fois dans le top 10 du classement des ventes au Royaume-Uni avec la 9e place du UK Singles Chart.
En octobre 2019, le groupe dévoile la chanson inédite Death Stranding composée pour la bande originale du jeu vidéo homonyme.

### Screen Violence
Le 19 avril 2021 sort le single He Said She Said. Il est suivi le 2 juin 2021 par How Not to Drown réalisé en collaboration avec Robert Smith, le chanteur de The Cure. Un troisième single, Good Girls, est dévoilé le 12 juillet 2021. Ils sont tous les trois extraits du nouvel album intitulé Screen Violence publié le 27 août 2021.

## Style musical
Le style de musique de Chvrches est généralement étiqueté comme électronique ou synthpop. Neon Gold décrit leur musique comme « un ouragan impie de l'énergie cinétique de la pop ». Kitty Empire de l'Observateur écrit qu'ils « font de l'électro-pop accessible, presque vraiment géniale. »
Ils sont influencés par Prince, Tubeway Army, Robyn, Laurie Anderson, Depeche Mode, Kate Bush, Cocteau Twins, Orchestral Manoeuvres in the Dark, Cyndi Lauper, Whitney Houston et Elliott Smith, Eurythmics et Madonna. Le groupe écrit, enregistre et mixe ses chansons dans un studio en sous-sol à Glasgow.

## Concerts
Lorsque Chvrches joue en direct, Mayberry chante et parfois joue du synthétiseur et de l'échantillonneur. Cook joue du synthétiseur, de la guitare, de la basse, et chante également les chœurs ; Doherty joue du synthétiseur et de l'échantillonneur, et chante aussi les chœurs et est parfois au chant. Chvrches fait des concerts dans divers pays d'Europe (y compris leur pays d'origine), les États-Unis, le Canada, le Japon. Ils jouent également lors de divers festivals musicaux comme le Firefly Music Festival, SXSW, Field Day, Canadian Music Fest, Sasquatch!Music Festival, The Great Escape, Pitch Festival, T in the Park, Electric Picnic, Melt!Festival, Summer Sonic, Pukkelpop, Lowlands, Reading et Leeds Festival, Coachella, Bonnaroo et Osheaga.
Chvrches était l'acte d'ouverture pour Discopolis, School of Seven Bells, Passion Pit, Two Door Cinema Club. Ils font également la première partie de Depeche Mode au cours de leur Delta Machine Tour 2013 à Nîmes (16 juillet), Milan (18 juillet), Prague (23 juillet) et Varsovie (25 juillet). Quelques-uns des artistes qui fait la première partie pour Chvrches étaient Dan Croll, MO, Isaac Delusion, Young Fathers, Arthur Beatrice, Conquering Animal Sound, Still Corners, City Calm Down, XXYYXX, Basecamp, Thumpers, et The Range.

## Discographie

### Singles
- The Mother We Share (2012)
- Recover (2013)
- Gun (2013)
- Lies (2013)
- We Sink (2014)
- Under the Tide (2014)
- Get Away (2014)
- Tether (vs. Eric Prydz) (2015)
- Leave a Trace (2015)
- Never Ending Circles (2015)
- Clearest Blue (2015)
- Empty Threat (2015)
- Warning Call (2016)
- Bury It (feat. Hayley Williams) (2016)
- Get Out (2018)
- My Enemy (feat. Matt Berninger) (2018)
- Never Say Die (2018)
- Miracle (2018)
- Out of My Head (feat.Wednesday Campanella) (2018)
- Graffiti (2018)
- Here with Me (Marshmello featuring Chvrches) (2019)
- Death Stranding (2019)
- He Said She Said (2021)
- How Not to Drown (feat. Robert Smith) (2021)
- Good Girls (2021)
- Over (2023)

### Autres titres inédits
- Bela Lugosi's Dead (2014) reprise de Bauhaus sur la bande originale du film Vampire Academy
- Dead Air (2014) sur la bande originale du film Hunger Games : La Révolte

## Distinctions
| Année | Organisation              | Prix                                                                                                | Résultat       |
| ----- | ------------------------- | --------------------------------------------------------------------------------------------------- | -------------- |
| 2012  | BBC Sound of 2013         | Sound of 2013                                                                                       | Cinquième      |
| 2013  | South by Southwest        | Prix inaugural Grulke                                                                               | Vainqueur      |
| 2013  | Popjustice                | Prix "Twenty Quid Music" pour le meilleur single de pop britannique de l'année: The Mother We Share | Vainqueur      |
| 2014  | Album écossais de l'année | Album écossais de l'année                                                                           | Présélectionné |
| 2014  | NME Awards                | Meilleur nouveau groupe                                                                             | Nommé          |
| 2015  | Brit Awards               | Révélation britannique                                                                              | Nommé          |

## Médias
Liste des chansons Chvrches utilisées sur diverses productions :
| Musique               | Album/jeu/série               | Catégorie  |
| --------------------- | ----------------------------- | ---------- |
| We Sink               | FIFA 14                       | Jeu vidéo  |
| Under the Tide        | Gran Turismo 6                | Jeu vidéo  |
| Forever               | Élite (série télévisée)       | Télévision |
| Science / Visions     | Les Experts                   | Télévision |
| Gun                   | Grey's Anatomy                | Télévision |
| The Mother We Share   | Forza Horizon 2               | Jeu vidéo  |
| Recover               | Grand Theft Auto V            | Jeu vidéo  |
| Warning Call (inédit) | Mirror's Edge Catalyst        | Jeu vidéo  |
| Clearest Blue         | Forza Horizon 3               | Jeu vidéo  |
| Bury It               | Forza Horizon 3               | Jeu vidéo  |
| Never Say Die         | Forza Horizon 4               | Jeu vidéo  |
| Graves                | Terrace House Tokyo 2019-2020 | Télévision |
| Death Stranding       | Death Stranding               | Jeu vidéo  |
| Miracle               | Legacies                      | Télévision |
| Good Girls            | FIFA 22                       | Jeu vidéo  |
| Clearest Blue         | Heartstopper                  | Télévision |
| Really Gone           | Supergirl                     | Télévision |
| Science/Visions       | Les 100                       | Télévision |